# Epomophorus labiatus
Epomophorus labiatus is een zoogdier uit de familie van de vleerhonden (Pteropodidae). De wetenschappelijke naam van de soort werd voor het eerst geldig gepubliceerd door Temminck in 1837.